# Ahmed Megahid Ramzy
Ahmed Megahid Ramzy (en árabe: أحمد رمزي‎; Egipto, 25 de julio de 1965) es un exfutbolista de Egipto que jugaba en la posición de defensa.

## Carrera

### Club
Jugó toda su carrera con el Zamalek SC de 1985 a 1996 con el que fue campeón de liga en tres ocasiones, una vez campeón de copa, dos veces ganador de la Copa Africana de Clubes Campeones y una Supercopa de la CAF.

### Selección nacional
Jugó para Egipto en 67 ocasiones de 1986 a 1993 y anotó 10 goles; participó en la Copa Mundial de Fútbol de 1990 y en tres ediciones de la Copa Africana de Naciones.

## Logros

### Club
- Primera División de Egipto (3): 1987–88, 1991–92, 1992–93
- Copa de Egipto (1): 1987-88
- Copa Africana de Clubes Campeones (2): 1986, 1993
- Supercopa de la CAF (1): 1994
- Copa Afro-Asiática (1): 1987

### Selección nacional
- Copa Africana de Naciones (1): 1986